# Seznam prejemnikov Brownlowe medalje
Seznam prejemnikov Brownlowe medalje.

## Seznam
| Leto    | Prejemnik             | Ekipa           |
| ------- | --------------------- | --------------- |
| 1924    | Edward Greeves        | Geelong         |
| 1925    | Colin Watson          | St Kilda        |
| 1926    | Ivor Warne-Smith      | Melbourne       |
| 1927    | Syd Coventry          | Collingwood     |
| 1928    | Ivor Warne-Smith      | Melbourne       |
| 1929    | Albert Collier        | Collingwood     |
| 1930    | Stan Judkins          | Richmond        |
|         | Allan Hopkins         | Footscray       |
|         | Harry Collier         | Collingwood     |
| 1931    | Haydn Bunton          | Fitzroy         |
| 1932    | Haydn Bunton          | Fitzroy         |
| 1933    | Wilfred Smallhorn     | Fitzroy         |
| 1934    | Dick Reynolds         | Essendon        |
| 1935    | Haydn Bunton          | Fitzroy         |
| 1936    | Dinny Ryan            | Fitzroy         |
| 1937    | Dick Reynolds         | Essendon        |
| 1938    | Dick Reynolds         | Essendon        |
| 1939    | Marcus Whelan         | Collingwood     |
| 1940    | Des Fothergill        | Collingwood     |
|         | Herbie Matthews       | South Melbourne |
| 1941    | Norman Ware           | Footscray       |
| 1942-45 | ni bila podeljena     |                 |
| 1946    | Don Cordner           | Melbourne       |
| 1947    | Bert Deacon           | Carlton         |
| 1948    | Bill Morris           | Richmond        |
| 1949    | Ron Clegg             | South Melbourne |
|         | Col Austen            | Hawthorn        |
| 1950    | Allan Ruthven         | Fitzroy         |
| 1951    | Bernie Smith          | Geelong         |
| 1952    | Roy Wright            | Richmond        |
|         | Bill Hutchinson       | Essendon        |
| 1953    | Bill Hutchinson       | Essendon        |
| 1954    | Roy Wright            | Richmond        |
| 1955    | Fred Goldsmith        | South Melbourne |
| 1956    | Peter Box             | Footscray       |
| 1957    | Brian Gleeson         | St Kilda        |
| 1958    | Neil Roberts          | St Kilda        |
| 1959    | Bob Skilton           | South Melbourne |
| 1960    | John Schultz          | Footscray       |
| 1961    | John James            | Carlton         |
| 1962    | Alistair Lord         | Geelong         |
| 1963    | Bob Skilton           | South Melbourne |
| 1964    | Gordon Collis         | Carlton         |
| 1965    | Ian Stewart           | St Kilda        |
|         | Noel Teasdale         | North Melbourne |
| 1966    | Ian Stewart           | St Kilda        |
| 1967    | Ross Smith            | St Kilda        |
| 1968    | Bob Skilton           | South Melbourne |
| 1969    | Kevin Murray          | Fitzroy         |
| 1970    | Peter Bedford         | South Melbourne |
| 1971    | Ian Stewart           | Richmond        |
| 1972    | Len Thompson          | Collingwood     |
| 1973    | Keith Greig           | North Melbourne |
| 1974    | Keith Greig           | North Melbourne |
| 1975    | Gary Dempsey          | Footscray       |
| 1976    | Graham Moss           | Essendon        |
| 1977    | Graeme Teasdale       | South Melbourne |
| 1978    | Malcolm Blight        | North Melbourne |
| 1979    | Peter Moore           | Collingwood     |
| 1980    | Kelvin Templeton      | Footscray       |
| 1981    | Barry Round           | South Melbourne |
|         | Bernie Quinlan        | Fitzroy         |
| 1982    | Brian Wilson          | Melbourne       |
| 1983    | Ross Glendinning      | North Melbourne |
| 1984    | Peter Moore           | Melbourne       |
| 1985    | Brad Hardie           | Footscray       |
| 1986    | Greg Williams         | Sydney          |
|         | Robert DiPierdomenico | Hawthorn        |
| 1987    | Tony Lockett          | St Kilda        |
|         | John Platten          | Hawthorn        |
| 1988    | Gerard Healy          | Sydney          |
| 1989    | Paul Couch            | Geelong         |
| 1990    | Tony Liberatore       | Footscray       |
| 1991    | Jim Stynes            | Melbourne       |
| 1992    | Scott Wynd            | Footscray       |
| 1993    | Gavin Wanganeen       | Essendon        |
| 1994    | Greg Williams         | Carlton         |
| 1995    | Paul Kelly            | Sydney          |
| 1996    | James Hird            | Essendon        |
|         | Michael Voss          | Brisbane        |
| 1997    | Robert Harvey         | St Kilda        |
| 1998    | Robert Harvey         | St Kilda        |
| 1999    | Shane Crawford        | Hawthorn        |
| 2000    | Shane Woewodin        | Melbourne       |
| 2001    | Jason Akermanis       | Brisbane        |
| 2002    | Simon Black           | Brisbane        |
| 2003    | Nathan Buckley        | Collingwood     |
|         | Adam Goodes           | Sydney          |
|         | Mark Ricciuto         | Adelaide        |
| 2004    | Chris Judd            | West Coast      |
| 2005    | Ben Cousins           | West Coast      |